# Кормунін Павло Васильович
Павло Васильович Кормунін (біл. Павел Васілевіч Кармунін, рос. Павел Васильевич Кормунин; *28 січня 1919, с. Великі Ключі, Зеленодарський район, Татарська АРСР, РРФСР, СРСР  — †1 квітня 2002, Мінськ ) — радянський і білоруський актор театру та кіно. Народний артист Білоруської РСР (1980).

## Біографічні відомості
Знімався у кіно з 1964 року.

## Фільмографія
- 1964: «Рогатий бастіон»
- 1966: «Чуже ім'я»
- 1966: «Одні»
- 1968: «Десята частка шляху»
- 1973: «Теща»
- 1974: «Ясь та Яніна»
- 1975: «Довгі версти війни»
- 1977: «У профіль і анфас»
- 1981: «Контрольна зі спеціальності»
- 1981: «Повінь»
- 1983: «Водій автобуса»
- 1985: * «Куди йдеш, солдате?»
- 1990: «Плач перепілки»

В українських фільмах:
- «Будні карного розшуку» (1973)
- «Дума про Ковпака» (1975, «Кривий»)
- «Ненависть» (1977, Гнат Булига)
- «Женці» (1978, Пєчников)
- «Море» (1978, 2 с, секретар крайкому)
- «Вклонись до землі» (1985, Тимофій)
- «Подвиг Одеси» (1985, Ларіон)